# Presiune parțială

Presiunea atmosferică este în mare egală cu suma presiunilor parțiale ale gazelor constituente — oxigen, azot, argon, vapori de apă, dioxid de carbon etc.

Într-un amestec de gaze, fiecare gaz constitutiv are o presiune parțială, care este presiunea gazului constitutiv dacă ar ocupa singur întregul volum al amestecului original, la aceeași temperatură. Presiunea totală a unui amestec de gaze ideale este suma presiunilor parțiale ale gazelor din amestec (Legea lui Dalton).
Presiunea parțială a unui gaz este o măsură a activității termodinamice a moleculelor gazului. Gazele se dizolvă, difuzează și reacționează în funcție de presiunile lor parțiale, nu în funcție de concentrația lor masică în amestecuri.

## Simboluri
Simbolul pentru presiune este de obicei p, care poate folosi un indice pentru a identifica presiunea, iar speciile de gaze sunt și ele identificate prin indici.
Exemple:
- {\displaystyle p_{1}} = presiunea la momentul 1
- {\displaystyle p_{{\ce {H2}}}} = presiunea parțială a hidrogenului

## Legea lui Dalton privind presiunile parțiale
Legea lui Dalton exprimă faptul că presiunea totală a unui amestec de gaze ideale este egală cu suma presiunilor parțiale ale gazelor individuale din amestec. Această egalitate rezultă din faptul că într-un gaz ideal moleculele sunt atât de îndepărtate între ele încât nu interacționează între ele. Majoritatea gazelor reale din lumea reală se apropie foarte mult de gazul ideal. De exemplu, având în vedere un amestec de gaze ideale de azot (N2), hidrogen (H2) și amoniac (NH3), presiunea totală, p este:
{\displaystyle p=p_{{\ce {N2}}}+p_{{\ce {H2}}}+p_{{\ce {NH3}}}}

## Amestecuri de gaze ideale
La gaze ideale raportul presiunilor parțiale este egal cu raportul dintre numărul de molecule. Adică, fracția molară {\displaystyle x_{i}} a unei componente individuale de gaz într-un amestec de gaze ideale poate fi exprimată în funcție de presiunea parțială a componentei pi sau de numărul de moli ni ai componentei:
{\displaystyle x_{i}={\frac {p_{i}}{p}}={\frac {n_{i}}{n}}}
unde n este numărul total de moli ai amestecului.
Dacă se cunoaște fracția molară, presiunea parțială a unei componente din amestec poate fi obținută cu expresia:
{\displaystyle p_{i}=x_{i}\cdot p}

## Legea lui Amagat privind volumele parțiale
Volumul parțial al unui anumit gaz dintr-un amestec este volumul unei componente a amestecului de gaze. Acesta poate fi aproximat atât din presiunea parțială, cât și din fracția molară a componentei X:
{\displaystyle V_{X}={\frac {p_{X}}{p}}V={\frac {n_{X}}{n}}V}
unde V este volumul total al amestecului.